# Eriopyga niveipuncta
Eriopyga niveipuncta là một loài bướm đêm trong họ Noctuidae.